# Фотоволтаичен парк
Фотоволтаичен парк (ФВП) или фотоволтаична централа (ФВЦ) е вид слънчева електроцентрала, която използва фотоволтаични клетки (слънчеви батерии) за произвеждане на електричество.
В България има няколко изградени такива, като например ФВП „Самоводене“ (20 МВт) и ФВП „Златарица“ (25 МВт), и няколко в процес на изграждане, като например ФВП „Крушево“.

## ФВЦ в България

### Фотоволтаичен парк Елшица
Фотоволтаичен парк Елшица е с обща мощност 1,15 MWp. Намира се в землището на с. Сбор, област Пазарджик, и е разположен върху терен от
40 000 м2. Съоръжението е пуснато в експлоатация на 10 февруари т. г. Годишното производство на електроенергия е изчислено на приблизително 1 419 126 kWh
(1236 kWh/kWp). Това би спестило емисии СО2 от порядъка на 1162,3 тона годишно. При реализирането на проекта са използвани 4992 броя Q.Base 230 Wp фотоволтаични модули, произведени от Q-Cells SE, Германия. Наклонът им спрямо хоризонта е 32° фиксиран ъгъл.
Монтирани са 2 броя централни инвертори Sunny Central 500 CP, произведени от SMA Solar Technology, Германия. Мониторинговата система е стрингова и инверторна. Мълниезащитата е с изпреварващо действие. Охранителните системи на съоръжението включват периметрова охрана и видеонаблюдение. Главен изпълнител на обекта е фирма ФИЛКАБ. Фотоволтаичен парк Елшица е собственост на Риал Стейтс, а фирма CHAORI-VS-SOLAR е доставила металната носеща конструкция.

### Соларен парк край с. Драчево
Соларният парк в с. Драчево, община Средец, се намира на 28 км от град Бургас. Инсталираната мощност е 3.552 MWp, като съоръжението работи на пълна мощност от края на август 2010 г. Общата площ на парцела е около 65 хил. m². Площта на инсталираните фотоволтаични модули е 25 000 m². Инвеститорът Еко Драчево е използвал при реализацията на този проект поликристални модули, производство на Yingli Solar, децентрализирани инвертори, произведени от SMA. Конструкцията е производство на Schletter, а трансформаторните станции са производство на ФИЛКАБ – Пловдив, с трансформатори Areva и оборудване Siemens. Централата разполага с онлайн мониторинг на производството, като данни се предават на всеки 15 минути. Постигнатата ефективност на централата е 87%. Към момента съоръжението е спестило около 1 100 000 кг вредни емисии CO2.

### Соларен парк край с. Блатец
Слънчевата централа на компанията Натуркрафт – дружество от групата на ЕВН, е разположена край с. Блатец. Инвестицията в съоръжението възлиза на около 6 млн. лева. При изграждането на соларния парк са използвани само най-модерни и екологични технологии.
Соларният енергиен парк се състои от общо 3 групи фотоволтаични елементи с обща мощност 836.7 kWp. През декември 2009 г. беше пусната в техническа пробна експлоатация първата част от централата. Тя се състои от 2376 тънкослойни силициеви елемента с мощност 178.2 kWp. Фотоволтаичният парк е най-големият в цялата група ЕВН и първият за ЕВН, който е изграден извън Австрия.
В началото на 2010 г. в експлоатация бяха въведени и другите две групи. Едната се състои от 1584 соларни модула от монокристален силиций с мощност 380.16 kWp, а другата е съставена от 960 соларни модула от монокристален силиций с общ капацитет 278.4 kWp.
Фотоволтаичната централа функционира успешно с пълна мощност от началото на март 2010 г. Произведената електроенергия е 342 000 kWh. Работата на соларния парк вече дава своя положителен ефект върху околната среда – вече са спестени над 222 тона вредни емисии CO2.

### Соларен парк Раковсково 1
Соларен парк Раковсково 1 е с обща инсталирана мощност 2 MW. Общата площ на съоръжението е 50 000 м2. Инвеститорът в проекта Smart Energy Bulgaria е част от Smart Solar group. Изпълнител на обекта е VEI Stroy. Първият етап от 1 MW работи от 22 април т. г., a по втория 1 MW са приключили работите по конструкцията и предстои монтажът на панели. В процес на изграждане от същите компании са също соларен парк Раковсково 2, който ще бъде с 600 kW на площ от 49 000 m2 и Смирненски – 600 kW на площ 12 000 m2.

### Фотоволтаичен парк край с. Тръстиково
В началото на месец април т. г. Натуркрафт – дружество от групата на ЕВН, което развива проекти в областта на възобновяемите енергийни източници стартира реализацията на проект по изграждането на нов фотоволтаичен парк в България, съобщават от пресцентъра на компанията. Той се намира в землището на с. Тръстиково, община Камено, област Бургас.[източник? (Поискан днес)]
Инвестицията в соларния парк е на стойност 10 млн. лв. Съоръжението ще бъде с мощност 2 MWp, като е планирано годишното производство на електроенергия да бъде в обем на 2,4 млн. киловатчаса. В изграждането на соларния парк ще се използват водещи технологии в сферата на ВЕИ. Централата ще бъде изградена на площ от 80 декара. Предвидено е строителните дейности да завършват до началото на месец юли 2011 г., след което ще започнат техническите изпитания и въвеждането в експлоатация на централата.

### Соларен парк Ботево I
Соларният парк Ботево I е разположен на площ от 45 дка. Инсталираната мощност е 2 MW. Броят на модулите е 8852 (всеки с мощност от 230 Wp), а на конверторите – 4. Инвестицията на стойност 8 млн. евро е на испанските фирми Nobinter и Nobesol. Реализирането на обекта е отнело около 3 месеца, а годишното производство на енергия възлиза на 2 637 821 kWh. Всекидневно произвежда енергия, достатъчна за нуждите на 500 домакинства. При изграждането на Ботево I са използвани висококачествени поликристални фотоволтаични панели, които са достатъчно устойчиви да издържат при скорост на вятъра над 180 км/ч. Проектът има сключен договор за изкупуване на произведената електроенергия от ЕВН. Този проект ще спести 1500 тона вредни емисии от въглероден двуокис в атмосферата. Подизпълнител в изграждането на парка е ямболската фирма Мегават. Реализацията на проекта осигурява 90 работни места.

### Фотоволтаичен парк край гр. Карлово
Фотоволтаичният парк край гр. Карлово на фирма KPV Solar е с обща мощност 3,5 MWp и е разположен на площ от 81,5 хектара. Очаква се проектът да бъде финализиран през юли т. г. Заложените модули в инсталацията са поликристални, а използваната технология предполага стационарна инсталация. Годишното производство на електроенергия възлиза на 4 322 500 kWh.

### Фотоволтаична централа край с. Кубадин
Фотоволтаичната централа край с. Кубадин, община Средец, област Бургас е с обща инсталирана мощност 350 kW. При изграждането ѝ са използвани монокристални модули SUNSYSTEM 185M, както и инвертори Fronius IG Plus 150. Системата за мониторинг на съоръжението е Fronius Datcom.
Конструкциите са поцинковани метални конструкции SUNSYSTEM за набивен монтаж. Инвеститор на проекта е Сънрей Енерджи, а изпълнител – НЕС – Нови енергийни системи.

### Соларен парк край с. Калипетрово
Соларният парк край Калипетрово, община Силистра е с обща инсталирана мощност от 3,9 MWp. Инвеститор в проекта е AES Solar, a подизпълнител – Соларпро, част от Соларпро Холдинг. При реализацията на мащабния проект на площ от 100 дка са монтирани 51 480 панела тънкослойни CdTe.

### Соларен парк край Приморско
В землището на град Приморско към момента се изгражда соларен парк с обща мощност от 700 kWp. Инвеститор в него е фирма Геосолар, а доставчик на оборудването – фирма Евродизайн БГ. Работата по реализирането на обекта е планирана да протече на два етапа.
Първият етап се очаква да приключи до 31 юли т. г., като към момента се изгражда КТП с външната връзка и се отливат фундаментите за носещите конструкции на фотоволтаичните панели. Планираната инсталирана мощност в този етап е 300 kW. В него са заложени 120 Wp тънкослойни фотоволтаични модули на фирма HelioSphera, както и стрингови инверотри Power One – 10 kW.
Вторият етап ще включва инсталирането на още 400 kW мощност, което ще бъде постигнато чрез 240 Wp поликристални фотоволтаични панели на Canadian Solar, както и централни инвертори Power One. Срокът за окончателното завършване на соларния парк е краят на 2011 г.

### Фотоволтаична централа в с. Мокреш
Изграждането на централата в с. Мокреш започва през 2010 г. и е първият голям проект на Greentech Engineering Solutions. Тази централа е една от най-големите на територията на България, която е понастоящем свързана с националното електроразпределение.
Изградени са и включени в националната електроразпределителна мрежа 3 MW. В процес на изграждане е последната част от проекта. Теренът се намира в с. Мокреш, близо до Лом, Северна България. За реализацията са използвани поликристални фотоволтаични модули, производство на HYUNDAI HEAVY INDUSTRIES Република Корея, инвертори – TMEIC (TOSHIBA MITSUBISHI-ELECTRIC INDUSTRIAL SYSTEMS CORPORATION), конструкции – TATASTEEL Обединено Кралство и SADEF NV Белгия, кабелна система – HIS Solarsysteme Германия. Довършването му се очаква да приключи скоро и паркът ще достигне до предвидените 4 MW мощности.

### Фотоволтаична централа в землището на с. Богданово
Фотоволтаичната централа в землището на с. Богданово, община Нова Загора е с номинална мощност 67,68 kWp. Неин инвеститор е фирма Солар МН. Мотто Инженеринг е изпълнител. Съоръжението е финализирано през май т. г. При реализацията му за използвани соларни панели SOLON Blue 230/07, както и инвертори Powador 30000xi-XL-Park.

### Следяща фотоволтаична система в Нова Загора
Мотто Инженеринг изгради следяща фотоволтаична система в Нова Загора. Инвеститор в инсталацията е фирма Дима Комерс. Обектът е финализиран през октомври 2010 г. Общата мощност е 69,3 kWp и се състои от две следящи слънцето тракерни системи SunCarrier 6.0. Тракерите SunCarrier имат генераторна площ от по 247,52 m² и следят слънцето, като се въртят около вертикалната си ос. Предимството на тракерите SunCarrier е, че не съществува люлеене на конструкцията, тъй като силите, които действат, се предават посредством специално разработената носеща конструкция с широка основа директно във фундамента, без да се натоварват подвижните части. Тракерите SunCarrier продължават да произвеждат електроенергия, тогава когато други следящи системи трябва да се завъртят, за да се защитят от силата на вятъра. Масивната конструкция е проектирана така, че да издържа на силно натоварване от вятър и сняг.
Благодарение на следеното на слънцето се постига 30 – 40% повишаване на добива на електроенергия. Върху двата тракера Мотто Инженеринг инсталира близо 400 поликристални фотоволтаични панели SHARP ND175. За фотоволтаичната централа са използвани инвертори Powador 33000xi-XL на немската фирма KACO New Energy от серия Park, които са специално разработени за използване на открито. Тяхното максимално КПД е 97,4%. Инверторите разполагат с вграден ел. апарат за трифазно наблюдение на ел. мрежа, който при липса на напрежение от фотоволтаичния генератор прекратяват подаването към мрежата.

### Фотоволтаичен парк Припечене
Фотоволтаичен парк Припечене се намира на 170 км южно от София – на 15 км. от Сандански в посока Кулата, вдясно по пътя за Генерал Тодоров. Проектът е разработен и реализиран чрез ХК БЕЛА ВОДА, дружество със специална цел, съвместно установено от Хидроенергийна Компания, България и Norsk Solkraft, Норвегия. В него са монтирани модули Yingli, инвертори SMA и монтажни системи Schletter. Мощността на инсталацията е 0.8 MW. Площта на соларния парк е 18,6 дка, върху които са монтирани 3520 модула и два централни инвентора. Очакваното средногодишно производство на електроенергия е 1100 мегаватчаса чиста енергия, като се спестяват и 1000 тона вредни емисии годишно. juwi Solar е EPC контрактор по проекта. Близо 1,4 млн. евро е безвъзмездната финансова помощ, а стойността на проекта е над 3,4 млн. евро.

### Фотоволтаичен парк Панагюрище
Фотоволтаичен парк Панагюрище е с инсталирана мощност 103 kWp. Негов инвеститор е фирма Елмет, а СънСървис е проектирал и изградил съоръжението. При монтажа е използвана 3-позиционна структура, заложени са модули Chaori и инвертори Fronius – IG 150 Plus. Обектът е завършен през ноември 2009.

### Фотоволтаичен парк край с. Равна гора
Фотоволтаичният парк в землището на с. Равна гора, община Аврен е изграден на обща площ от 309 дка, от които 200 дка са използвани за разполагането на фотоволтаични модули с инсталирана мощност 5 MWp. Негов инвеститор е Интерсервиз Узунови, a EPC контрактор – Соларпро, част от Соларпро Холдинг. Съоръжението се намира в зона със слънчева радиация 4,25 kWh/m2/ден или 1450 – 1500 kWh/m2/година. При изграждането на соларен парк Равна гора са използвани фотоволтаични панели SHARP NA121GJ – тънкослойни панели, имащи възможността да улавят слънчевите лъчи и при лоши метеорологични условия, които позволяват по-голяма продължителност на производството през светлата част на деня; инвертори SMA, позволяващи по-висок коефициент на полезно действие на системата, благодарение на непосредствената им връзка към мрежата средно напрежение; конструкция TATA Steel; соларни кабели HIS Solar.
В процеса на реализация на проекта за консултанти са използвани международно признати организации в областта на ВЕИ, а именно: TUV Rhainland Германия, SGS България, Централна лаборатория по слънчева енергия и нови енергийни източници (ЦЛСЕНЕИ) – БАН.

### Соларен парк край Пазарджик
Бе завършен 10 MW соларен парк край Пазарджик. Соларни модули с марката REC са използвани за инсталирането на 5 MW от него. Носещата му конструкция е на ALTEC Solartechnik, а инверторите, които са централни – на SMA. Инвеститор в проекта е немската компания Solsbor, а негов главен изпълнител е Immitec. В реализирането на обекта участва и българската компания Про еко строй.

### Фотоволтаичен парк в Самоводене
SDN e водещ корейски инвеститор в областта на ВЕИ. Компанията има завършени повече от 200 фотоволтаични проекти в света. Новият фотоволтаичен парк в Самоводене ще произвежда чиста енергия без въглеродни емисии. Собствениците на централата, корейската фирма SDN е инвестирала 150 млн. евро в проекта. 70% от проекта се финансира от Корейската банка за развитие. Инсталираната мощност е 20 MWp на площ от 618 294 m².

### Соларен парк в Девня
Соларният парк в Девня, община Варна е с обща инсталирана мощност от 4,8 MWp. Това е и реално работещата мощност на съоръжението. Общата площ е 400 дка. Инвеститор в проекта е Инфинити Енерджи Холдинг, Холандия, а EPC контрактор е Соларпро, част от Соларпро Холдинг. Монтираните соларни панели са 50 000, като от тях 38 000 Solarpro SP44 и 12 000 полисилициеви панела.

### Соларен парк край с. Янково
Алфа Енерджи холдинг, дъщерно дружество на Соларпро Холдинг е инвеститор в соларен парк в землището на с. Янково, община Шумен. Инсталираната мощност на съоръжението е 2,4 MWp. То се разполага на терен с площ 137 дка и се състои от 57 408 панела Solarpro SP42. Соларпро, част от Соларпро Холдинг е EPC контрактор на проекта.

### Фотоволтаичен парк край Малко Търново
Край Малко Търново е изграден фотоволтаичен парк с инсталирана и реално работеща мощност от 2,4 MWp. Инвеститор в проекта е Юнайтед Солар, а EPC контрактор – Соларпро, част от Соларпро Холдинг. На площ от 113 дка са монтирани 55 114 панела Solarpro SP44.

### Собствени тестови електроцентрали в Габрово
СТС Солар е първата и единствена фирма, която инсталира собствени тестови електроцентрали. Целите са няколко: демонстрация на оборудването; предварително запознаване на клиентите с различните видове модули, инвертори, конструкции, позиционери и системи за контрол и мониторинг; измерване и контрол; анализ на данните от централите, чрез който да се отговори на най-важните въпроси на един бъдещ инвеститор.
Компанията е реализирала редица проекти в цялата страна, сред които: Фотоволтаична централа с мощност 151.20 kWp с инвеститор фирма Балмет-Солар – гр. Русе. Монтирана е върху покрив на сграда в Източна промишлена зона в гр. Русе. При изграждането на централата са използвани 840 модула Sinski PV SPV 180M-24 и 12 инвертора SMA SMC 11000 TL; Фотоволтаична централа с мощност 100.80 kWp. Намира се в землището на с. Селци, област Пловдив. При изграждането на централата са използвани 576 монокристални модула SPV175М-24 и 12 монофазни безтрансформаторни инвертора SMA SMC
8000 TL; Фотоволтаична централа с мощност 117.24 kWp. Монтирана е върху покрив на сграда на територията на гр. Русе. Неин инвеститор е фирма ЗИТА Русе Карбохим – гр. Русе. При изграждането на централата са използвани 528 поликристални модула Kyocera KC 130GHT-2 подаващи произведената ел. енергия към 12 инвертора SMA SMC 5000A и 324 монокристални модула Solar Swiss SSM-150/12M подаващи произведената ел. енергия към 6 инвертора SMA SMC 8000TL. Чрез диверсификацията по технологии на модули и инвертори е постигната ниска цена на инвестицията и възможно най-добро оползотворяване на слънчевата радиация и др.

### Фотоволтаична централа Пауново
Първата и най-голяма към момента на реализацията си фотоволтаична централа е Пауново, която е завършена през октомври 2009 година. Тя е с инсталирана мощност от 1 MW и е изградена с тънколсойни модули Канека K75. При реализирането на обекта са избрани инветори SMA. Съоръжението е проектирано, изградено и сервизирано от СънСървис. Инвеститор на обекта е фирма Intersol.

### Фотоволтаичен парк Садината
Фотоволтаичен парк Садината е завършен през октомври 2010 година. Съоръжението е с мощност от 2000.08 kWp. При неговата реализация са използвани модули TFSM-T-2 и инвертори SolarMax. Съоръжението е проектирано, изградено и сервизирано от СънСървис, а негов инвеститор е BETAPARK.

### Покривна инсталация в Пазарджик
От месец март 2010 година в експлоатация е фотовалтична централа в Пазарджик. Неин инвеститор е публичното дружество Златен лев Холдинг чрез дъщерното си дружество Златен лев солар. Инвестицията възлиза на над 1 млн. лв. 1540 фотоволтаични модула са инсталирани на площ от 6000 кв. м върху покривното пространство на завод Новалис в града. Общата номинална мощност на модулите е 122 kWp. Съоръжението е присъединено към мрежата. Фотоволтаичната система е изградена от поликристални и тънкослойни модули на световните производители Ингли – Китай и Канека – Япония. Проектът се финансира изключително чрез банков кредит от Уникредит Булбанк по програма Енергийна ефективност на Европейската Инвестиционна банка. Централата е с очакван капацитет около 175 MWh годишно.
След въвеждането в експлоатация, централата в Пазарджик редуцира около 130 т емисии годишно, а за ефективния период на своето съществуване, което е над 25 г. – близо 3250 тона.